# Сейбрандагейс
Сейбрандагейс (нід. Sijbrandahuis) — село в нідерландській провінції Фрисландія. Входить до муніципалітету Дантюмадел. Його населення станом на 2017 рік складало 40 осіб.